# Na (họ)
Na (tiếng Trung: 那) là một họ trong tiếng Trung Quốc. Hiện nay là một họ vô cùng hiếm thấy.

## Khởi nguyên
1. Nguồn gốc từ họ Tử, lấy tên nước làm họ. Theo "Tả truyện - Trang công thập bát niên" ghi lại, thời Xuân Thu, Sở Vũ vương công phá nước Quyền, đổi tên nước này thành "Na". Sau nước Na bị nước Ba chiếm lĩnh, những người dân nước Na cũ lấy họ Na để tưởng niệm đất nước.
2. Là dòng họ của các bộ tộc Đông Di. "Tính thị khảo lược" có viết, Đông Di có họ Na.
3. Là họ Phá Lạc Na của nước Đại Uyển, Tây Vực sửa thành họ Na.
4. Sau khi nhà Thanh diệt vong, con cháu họ Na Lạp đại đa số sửa họ thành Na.

## Danh nhân lịch sử
- Na Xuân Nặc, quan nhà Tống, thứ sử Dương Châu

## Người họ Na nổi tiếng
- Na Hae-ryeong, ca sĩ Hàn Quốc, cựu thành viên EXID, thành viên nhóm Bestie.
- Na Anh, ca sĩ Trung Quốc, Giải MTV châu Á – Nghệ sĩ được yêu thích nhất khu vực Trung Quốc đại lục 2002.
- Na Jaemin